# Acanthancora stylifera
Acanthancora stylifera är en svampdjursart som beskrevs av Burton 1959. Acanthancora stylifera ingår i släktet Acanthancora och familjen Hymedesmiidae. Inga underarter finns listade i Catalogue of Life.